# 天主教伊圭教區
天主教伊圭教區（拉丁語：Dioecesis a Domina Nostra vulgo de la Altagracia in Higüey, seu Higueyensis）是多明尼加共和國一個羅馬天主教教區，屬聖多明各總教區。
教區於1959年4月1日成立，管轄賽堡省、聖母省和羅馬納省，2004年時有457,100名教友，佔轄區總人口85.4%。教區下轄22個堂區，有36名司鐸。
現任教區主教為若蘇厄·卡斯特羅-馬爾特，榮休主教為額我略·尼卡諾爾·佩尼亞-羅德里格斯。